# Livia Brito
Livia Brito  (Havanna, Kuba, 1986. július 21. –) kubai születésű mexikói színésznő.

## Élete és pályafutása
2010-ben debütált Marichuy – A szerelem diadala című telenovellában, ahol Fernandát alakította, majd 2012-ben a Bűnös vágyak (Abismo de pasión) című sorozatban megkapta Paloma González szerepét. 2013-ban megkapta élete első főszerepét a De que te quiero, te quieróban.

## Filmográfia

### Sorozatok
| Év        | Eredeti cím                       | Cím                           | Szerep                                          | Magyar hang     |
| --------- | --------------------------------- | ----------------------------- | ----------------------------------------------- | --------------- |
| 2010–2011 | Triunfo del amor                  | Marichuy – A szerelem diadala | Fernanda 'Fer' Sandoval Gutiérrez               | Roatis Andrea   |
| 2012      | Abismo de pasión                  | Bűnös vágyak                  | Paloma Mendoza González de Arango               | Roatis Andrea   |
| 2013–2014 | De que te quiero, te quiero       |                               | Natalia Garcia Pabuena / Natalia Vargas Cáceres |                 |
| 2014–2015 | Muchacha Italiana viene a casarse | Fiorella                      | Fiorella Bianchi                                | Roatis Andrea   |
| 2016      | Por Siempre Joan Sebastian        |                               | Maricruz Guardia                                |                 |
| 2017–2018 | La piloto                         |                               | Yolanda Cadena                                  |                 |
| 2017      | La doble vida de Estela Carrillo  |                               | Yolanda Cadena                                  |                 |
| 2019–2020 | Médicos, línea de vida            | Vészhelyzet Mexikóban         | Regina Villaseñor Gil                           | Zsigmond Tamara |
| 2021      | La desalmada                      |                               | Fernanda Linares de Toscano                     |                 |
| 2022      | Mujer de nadie                    |                               | Lucía Arizmendi                                 |                 |
| 2023–2024 | Minas de pasión                   |                               | Emilia Sánchez/Victoria Alcazar                 |                 |
| 2025      | Amanecer                          |                               | Alba                                            |                 |

### Filmek
- No sé si cortarme las venas o déjármelas largas: Chantal (2013)
- Volando bajo: Ana Bertha Miranda (2014)
- The Perfect Dictatorship: Jazmín (2014)
- Juan Apóstol, el más amado: Szűz Mária (2019)

## Díjak és jelölések
| Év   | Díj            | Kategória                                 | Telenovella                   | Eredmény |
| ---- | -------------- | ----------------------------------------- | ----------------------------- | -------- |
| 2012 | TVyNovelas-díj | Legjobb fiatal női főszereplő             | Marichuy – A szerelem diadala | Elnyerte |
| 2013 | TVyNovelas-díj | Legjobb fiatal női főszereplő             | Bűnös vágyak                  | Elnyerte |
| 2013 | TVyNovelas-díj | Legszebb nő                               | Bűnös vágyak                  | Elnyerte |
| 2014 | TVyNovelas-díj | Legszebb nő                               | De que te quiero, te quiero   | Jelölve  |
| 2014 | TVyNovelas-díj | Kedvenc csók (Juan Diego Covarrubiasszal) | De que te quiero, te quiero   | Elnyerte |